# Cytisopsis
Cytisopsis je manji rod grmova iz porodice mahunarki. Postoje dvije priznate vrste, jedna iz Maroka (C. ahmedii) i druga s istočnog Mediterana (C. pseudocytisus).

## Vrste
1. Cytisopsis ahmedii (Batt. & Pit.) Lassen
2. Cytisopsis pseudocytisus (Boiss.) Fertig

## Sinonimi
- Lyauteya Maire